# Мен-де-Буакс
Мен-де-Буа́кс (фр. Maine-de-Boixe) — коммуна во Франции, находится в регионе Пуату — Шаранта. Департамент — Шаранта. Входит в состав кантона Сент-Аман-де-Буакс. Округ коммуны — Ангулем.
Код INSEE коммуны — 16200.
Коммуна расположена приблизительно в 380 км к юго-западу от Парижа, в 85 км южнее Пуатье, в 23 км к северу от Ангулема.

## Население
Население коммуны на 2008 год составляло 455 человек.
| 1962 | 1968 | 1975 | 1982 | 1990 | 1999 | 2008 |
| ---- | ---- | ---- | ---- | ---- | ---- | ---- |
| 168  | 167  | 206  | 296  | 375  | 383  | 455  |

## Экономика
В 2007 году среди 307 человек в трудоспособном возрасте (15—64 лет) 225 были экономически активными, 82 — неактивными (показатель активности — 73,3 %, в 1999 году было 72,8 %). Из 225 активных работали 195 человек (109 мужчин и 86 женщин), безработных было 30 (11 мужчин и 19 женщин). Среди 82 неактивных 20 человек были учениками или студентами, 37 — пенсионерами, 25 были неактивными по другим причинам.

## Фотогалерея

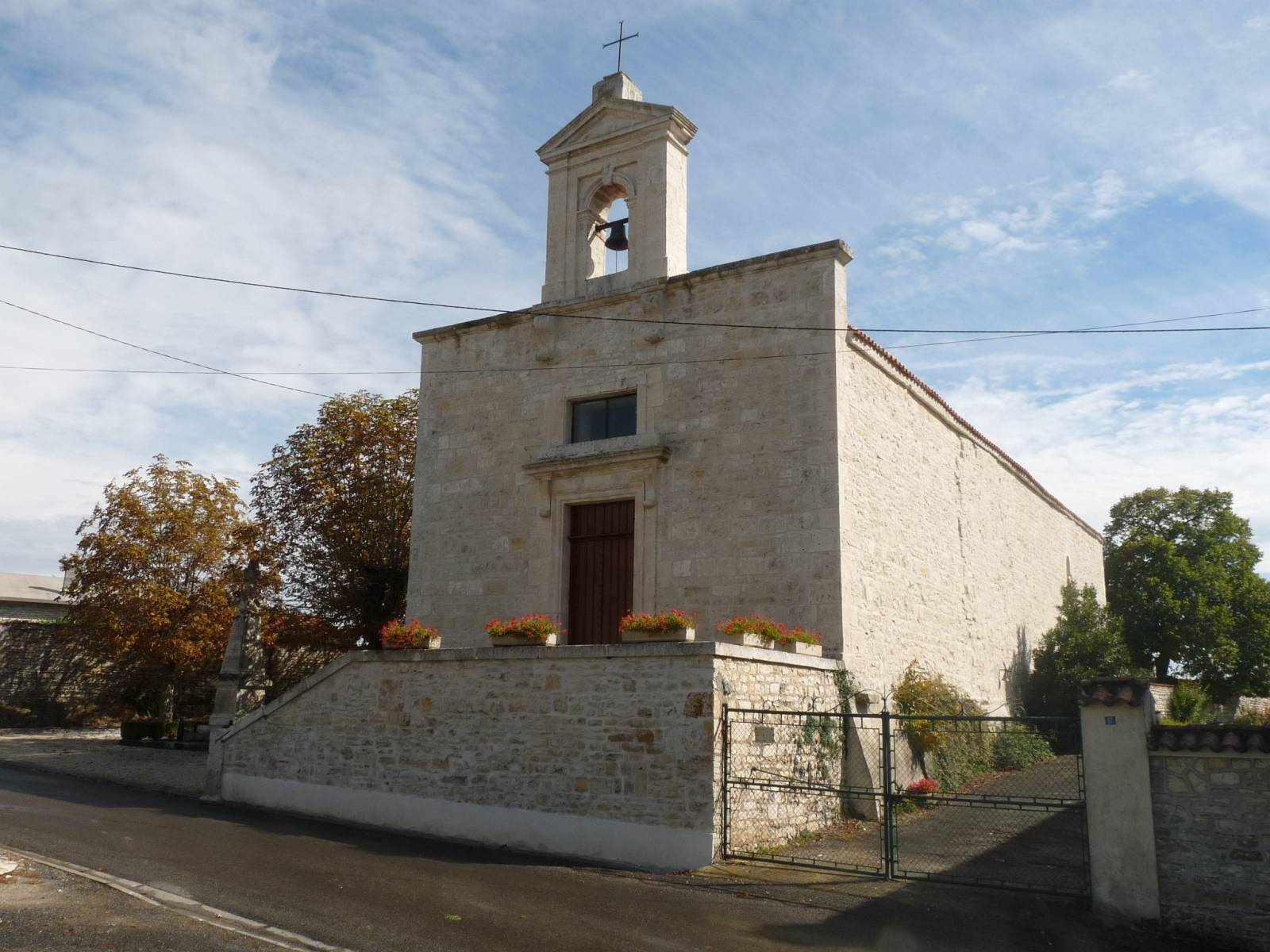
Церковь
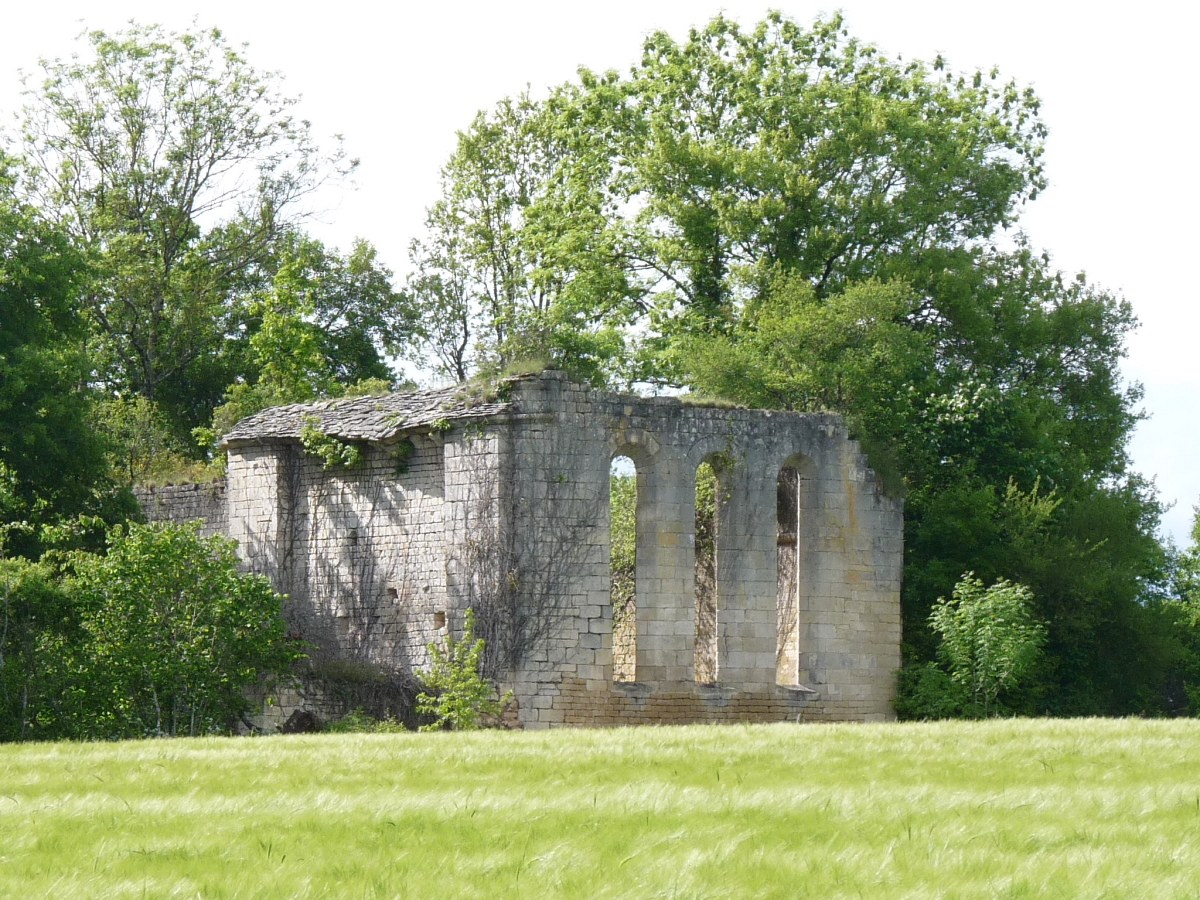
Руины командорства Буакс
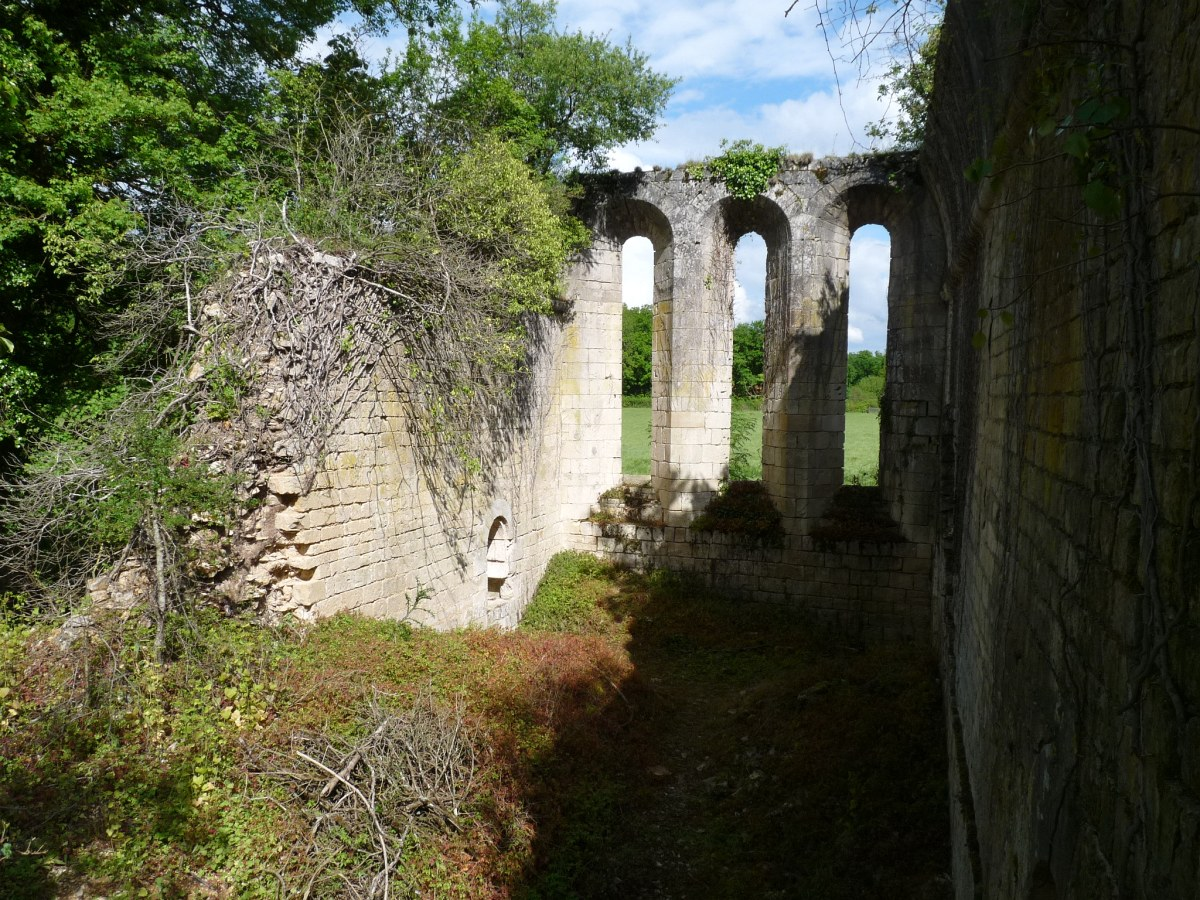
Руины командорства Буакс